# Departament de Drets Socials de la Generalitat de Catalunya
El Departament de Drets Socials i Inclusió de la Generalitat de Catalunya té com a funcions les polítiques de serveis, prestacions i protecció socials, d'igualtat, de joventut, de la gent gran, de les famílies, la infància i l'adolescència, d'immigració, de gais, lesbianes, bisexuals, transgèneres i intersexuals, de l'acolliment i les adopcions, de les persones amb discapacitat i dependències, així com gestionar els equipaments assistencials de la xarxa de serveis socials i establir polítiques per a la inclusió social. També s'encarrega de l'acció comunitària, de coordinar i gestionar la xarxa d'equipaments cívics i socials així com de la sensibilització cívica i social i el suport a les entitats i el voluntariat.
En l'àmbit del treball, té competències en les polítiques de relacions laborals i inspecció de treball, d'ocupació i intermediació laboral, i en l'economia social, el tercer sector, les cooperatives i l'autoempresa.

## Estructura
El Departament de Drets Socials i Inclusió s'estructura en les secretaries i direccions generals següents:

### Secretaria General
- Direcció de Serveis
- Direcció General de Relacions Laborals i Qualitat en el Treball
- Direcció General d'Economia Social, el Tercer Sector, les Cooperatives i l'Autoempresa
- Direcció General de la Inspecció de Treball

### Secretaria d'Afers Socials i Famílies
- Direcció General d'Atenció a la Infància i l'Adolescència.[3] En depèn el CNIAC (Consell Nacional d'Infants i Adolescents de Catalunya), que es va constituir el 2014.
- Direcció de General de Famílies
- Direcció General de Joventut
- Direcció General d'Acció Cívica i Comunitària

### Secretaria d'Igualtat, Migracions i Ciutadania
- Direcció General d'Igualtat

## El conseller
El conseller de Drets Socials i Inclusió de la Generalitat de Catalunya és el màxim representant del departament de treball, afers socials i famílies. L'actual consellera de Drets Socials i Inclusió és Mònica Martínez Bravo, des del 12 d'agost de 2024. El departament actualment té la seu al Passeig del Taulat, al barri de Diagonal Mar i el Front Marítim del Poblenou, a Barcelona.

## Llista de consellers
| #                                                            | Legislatura                                | Nom                                        | Nom                                        | Inici mandat                               | Fi mandat                                  | Partit polític                             | Partit polític                             |
| Departament de Benestar Social (1988-2002)                   | Departament de Benestar Social (1988-2002) | Departament de Benestar Social (1988-2002) | Departament de Benestar Social (1988-2002) | Departament de Benestar Social (1988-2002) | Departament de Benestar Social (1988-2002) | Departament de Benestar Social (1988-2002) | Departament de Benestar Social (1988-2002) |
| ------------------------------------------------------------ | ------------------------------------------ | ------------------------------------------ | ------------------------------------------ | ------------------------------------------ | ------------------------------------------ | ------------------------------------------ | ------------------------------------------ |
| 1                                                            | III                                        |                                            | Antoni Comas i Balldellou                  | 4 de juliol de 1988                        | 29 de novembre de 1999                     |                                            | Convergència Democràtica de Catalunya      |
| 1                                                            | IV                                         |                                            | Antoni Comas i Balldellou                  | 4 de juliol de 1988                        | 29 de novembre de 1999                     |                                            | Convergència Democràtica de Catalunya      |
| 1                                                            | V                                          |                                            | Antoni Comas i Balldellou                  | 4 de juliol de 1988                        | 29 de novembre de 1999                     |                                            | Convergència Democràtica de Catalunya      |
| 2                                                            | VI                                         |                                            | Irene Rigau i Oliver                       | 29 de novembre de 1999                     | 4 de novembre de 2002                      |                                            | Convergència Democràtica de Catalunya      |
| Departament de Benestar i Família (2002-2006)                |                                            |                                            |                                            |                                            |                                            |                                            |                                            |
| -                                                            | VI                                         |                                            | Irene Rigau i Oliver                       | 4 de novembre de 2002                      | 20 de desembre de 2003                     |                                            | Convergència Democràtica de Catalunya      |
| 3                                                            | VII                                        |                                            | Anna Simó i Castelló                       | 20 de desembre 2003                        | 13 de maig de 2006                         |                                            | Esquerra Republicana de Catalunya          |
| 4                                                            | VII                                        |                                            | Carme Figueras i Siñol                     | 13 de maig de 2006                         | 28 de novembre de 2006                     |                                            | Partit dels Socialistes de Catalunya       |
| Departament d'Acció Social i Ciutadania (2006-2010)          |                                            |                                            |                                            |                                            |                                            |                                            |                                            |
| 5                                                            | VIII                                       |                                            | Carme Capdevila i Palau                    | 28 de novembre 2006                        | 29 de desembre de 2010                     |                                            | Esquerra Republicana de Catalunya          |
| Departament de Benestar Social i Família (2010-2016)         |                                            |                                            |                                            |                                            |                                            |                                            |                                            |
| 6                                                            | IX                                         |                                            | Josep Lluís Cleries i Gonzàlez             | 29 de desembre de 2010                     | 27 de desembre de 2012                     |                                            | Convergència Democràtica de Catalunya      |
| 7                                                            | X                                          |                                            | Neus Munté i Fernández                     | 27 de desembre de 2012                     | 14 de gener de 2016                        |                                            | Convergència Democràtica de Catalunya      |
| Departament de Treball, Afers Socials i Famílies (2016-2021) |                                            |                                            |                                            |                                            |                                            |                                            |                                            |
| 8                                                            | XI                                         |                                            | Dolors Bassa i Coll                        | 14 de gener de 2016                        | 27 d'octubre de 2017                       |                                            | Esquerra Republicana de Catalunya          |
| 9                                                            | XII                                        |                                            | Chakir El Homrani Lesfar                   | 29 de maig de 2018                         | 26 de maig de 2021                         |                                            | Esquerra Republicana de Catalunya          |
| Departament de Drets Socials (2021-2024)                     |                                            |                                            |                                            |                                            |                                            |                                            |                                            |
| 10                                                           | XIII                                       |                                            | Violant Cervera i Gòdia                    | 26 de maig de 2021                         | 10 d'octubre de 2022                       |                                            | Junts per Catalunya                        |
| 11                                                           | XIII                                       |                                            | Carles Campuzano i Canadès                 | 10 d'octubre de 2022                       | 12 d'agost de 2024                         |                                            | Independent                                |
| Departament de Drets Socials i Inclusió (2024-actualitat)    |                                            |                                            |                                            |                                            |                                            |                                            |                                            |
| 12                                                           | XV                                         |                                            | Mònica Martínez Bravo                      | 12 d'agost de 2024                         | En el càrrec                               |                                            | Partit dels Socialistes de Catalunya       |

## Centre de documentació
DIXIT Centre de Documentació de Serveis Socials és un centre de documentació depenent del Departament de Treball, Afers Socials i Famílies. Tot i disposar de cinc centres, la seu central està ubicada al Passeig del Taulat, 266 de Barcelona. El seu objectiu és donar suport a l'activitat dels organismes de l'administració pública de Catalunya i mantenir un catàleg únic per racionalitzar els recursos i facilitar la difusió dels fons documentals públics.
L'entitat s'adreça als professionals d'afers socials per promoure la gestió i la difusió del coneixement en l'àmbit del benestar social, els drets de ciutadania, la promoció de l'autonomia personal i l'atenció a la dependència. El centre disposa de cinc espais físics d'accés lliure: Barcelona (seu del Departament de Treball, Afers Socials i Famílies), Girona, Vic., Tarragona i Lleida També disposa d'un espai virtual.
Forma part de la xarxa de Biblioteques Especialitzades de la Generalitat de Catalunya (BEG) i del Catàleg Col·lectiu de les Universitats de Catalunya (CCUC), que inclouen biblioteques i centres de documentació. Els seus serveis inclouen la Informació, referència i consulta, l'obtenció de documents, les visites comentades al centre, els productes documentals, els 
préstecs personals i préstecs interbibliotecaris, els seminaris de formació i el butlletí electrònic de DIXIT és una eina que informa quinzenalment als professionals del sector. També està disponible en castellà i anglès (periodicitat mensual). Forma part dels anomenats Butlletins de la Generalitat de Catalunya.